# 竹 (松型駆逐艦)
竹 （たけ） は、大日本帝国海軍の駆逐艦。

## 概要
大日本帝国海軍が大東亜戦争中に横須賀海軍工廠で建造した駆逐艦。戦時量産型駆逐艦である松型駆逐艦（丁型駆逐艦）の2番艦であり、日本海軍の艦名としては樅型駆逐艦の「竹」に続いて2代目である。松型は戦時量産型のため「雑木林」と渾名され、速力や火力などの諸性能は限定されていたが、生存性（被害極限性）は従来の日本海軍駆逐艦に比べて格段に向上していた。
1944年（昭和19年）6月16日に竣工後、「竹」は訓練部隊の第十一水雷戦隊に所属して訓練や南西諸島への輸送任務に従事した。7月15日、新編された第43駆逐隊に所属。8月からは台湾・マニラ・パラオ諸島方面での輸送や船団護衛任務に従事した。8月20日、新編の第三十一戦隊に編入される。同月中旬には、軽巡洋艦「名取」やや駆逐艦「五月雨」の救難に従事した。
10月下旬より実施されたレイテ島増援輸送作戦（多号作戦）では、第三次/第四次、第五次、第七次作戦に参加した。「竹」は幾度か損傷しながら生還した。特に12月3日のオルモック湾における夜戦では、姉妹艦「桑」と共に米軍大型駆逐艦3隻と交戦し、「竹」は魚雷攻撃で駆逐艦「クーパー」を撃沈した（第七次多号作戦）。 なお、「クーパー」撃沈は大日本帝国海軍駆逐艦の魚雷戦による最後の戦果となった。
内地帰投後の「竹」は、瀬戸内海にあって終戦まで生き残る。戦後は復員輸送艦としての任務にあたった。

## 戦歴

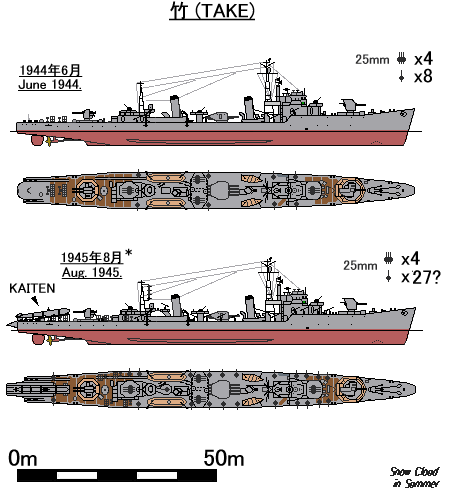
「竹」の艦型図。上は竣工時（1944年6月）、下は終戦時（1945年8月）の竹。終戦時の単装機銃の配置と回天の架台は推定。

### レイテ島の戦いまで
仮称艦名第5482号艦として、横須賀海軍工廠で建造される。1943年（昭和18年）10月15日、起工。1944年（昭和19年）1月25日、「竹」と命名される。同日付で松型駆逐艦（一等駆逐艦）に類別。3月28日、進水。本籍を横須賀鎮守府に定められる。4月15日、日本海軍は田中弘国少佐を、竹艤装員長に任命する。
4月20日、横須賀海軍工廠に竹艤装員事務所を設置し、事務を開始した。5月6日、可兒祥男大尉（当時、戦艦「山城」分隊長）が艤装員として着任。駆逐艦「天霧」沈没後、5月16日付で横須賀鎮守府付となった「天霧」水雷長志賀博大尉（旧姓保坂）も、5月20日付で艤装員に補職される。当時の松型2隻（松、竹）は横須賀海軍工廠のポンツーンで艤装工事中であり、元「天霧」艦長の吉永源少佐は「松」に、元天霧水雷長の志賀は隣の「竹」に着任したという。「松」が出撃したあとは、浮桟橋に松型3番艦「桐」が係留されることになった。
6月16日、「竹」は竣工した。同日付で艤装員事務所を撤去する。田中少佐は制式に「竹」艦長となる。主要初代幹部は、航海長・高井義助中尉、砲術長・可兒祥男大尉、水雷長・志賀博大尉（先任将校）、機関長・桜井達也中尉、主計長・小林義治主計少尉、軍医長・湯川真治軍医少尉など。
竣工後の「竹」は、訓練部隊の第十一水雷戦隊（司令官高間完少将。当時の旗艦は「長良」）に編入される。6月中は横須賀から動かなかった。7月初旬に横須賀から瀬戸内海へ移動し、駆逐艦「冬月」や駆逐艦「清霜」および松型姉妹艦と訓練をおこなう。7月中旬、門司で物資を搭載、南大東島への輸送作戦に参加する（詳細後述）。7月15日付で、秋月型駆逐艦2隻（霜月、冬月）により第41駆逐隊が、松型駆逐艦4隻（梅、竹、松、桃）により第43駆逐隊（駆逐隊司令菅間良吉中佐） が、それぞれ編制される。
7月8日、大本営海軍部は大海指第421号により、連合艦隊に対し陸軍兵力の南西諸島方面輸送を命じた。これを「呂号輸送」（ろ号作戦輸送）と呼称する。輸送部隊指揮官は、第十一水雷戦隊司令官であった。7月16日、軽巡洋艦「長良」（第十一水雷戦隊旗艦）、重巡洋艦「摩耶」、練習巡洋艦「鹿島」、駆逐艦5隻は中津沖を出撃する。輸送部隊は、第一輸送隊（長良、鹿島、冬月、清霜、竹）、第二輸送隊（摩耶、朝雲、浦風）、沖縄～大東島輸送の第三輸送隊（冬月、清霜、竹）にわかれていた。
7月17日、呂号作戦部隊は沖縄中城湾に到着した。
宮古島に向かった第二輸送隊は内地に帰投せず、そのままマニラ経由でリンガ泊地へ向かった。「冬月」艦長指揮下の第三輸送隊は南大東島への緊急輸送任務を行う。
その後、第二輸送隊を除く各艦は予定の輸送任務を終えて7月19日午前1時に中城湾を出港し、7月20日～21日に呉へ帰投した。 任務を完遂し、呂号作戦輸送部隊は解散した
8月1日、連合艦隊は第五艦隊（第二十一戦隊、第一水雷戦隊）と第十一水雷戦隊等により第二遊撃部隊（指揮官は第五艦隊司令長官志摩清英中将）を新編し、機動部隊に編入した。沖縄方面輸送を終えた「竹」と「清霜」に対し、パラオ方面緊急輸送の任務が与えられる。
8月10日、「清霜」「竹」は柱島泊地を出港し、馬公を経由してフィリピンに進出する。8月16日にマニラに到着。8月17日からの「竹」は「清霜」の指揮を受けてパラオ方面への輸送作戦とセブへの引揚者輸送任務に就く。
翌8月18日午前3時頃、パラオ方面輸送作戦従事中の軽巡洋艦「名取」が、ミンダナオ島ダバオ北東で、アメリカ潜水艦「ハードヘッド (USS Hardhead, SS-365) 」の雷撃で大破、避退中に沈没した。「竹」を含む5隻（清霜、竹、鬼怒、時雨、浦波）が「名取」救援を命じられて現場にむかった。名取捜索隊は遭難者を発見できず、セブ島に帰投した。

「清霜」はパラオにむかい、「竹」は南西方面艦隊の指揮下で船団護衛任務に従事する。
つづいて「竹」は、別艦の救援任務に従事する。パラオ諸島北部のガルワングル環礁で座礁中して行動不能になった駆逐艦「五月雨」の救援を命じられた。
8月26日夜、ガルワングル環礁に到着した「竹」は「五月雨」より生存者を収容した。「五月雨」艦長・大熊安之助少佐と「竹」艦長・田中少佐は海兵同期（60期）であり、田中の説得により大熊も退艦して「竹」に移乗した
輸送作戦中の8月20日、日本海軍は第三水雷戦隊の残余と松型駆逐艦を基幹として、第三十一戦隊（司令官江戸兵太郎少将）を新編した。第43駆逐隊も第三十一戦隊に編入される。「竹」は燃料補給と「五月雨」乗組員を降ろすためセブ島に立ち寄り、その後パラオに向った。
8月30日からは南西方面艦隊（司令長官三川軍一中将。第三南遣艦隊司令長官兼務）の指揮下に入り、マニラと各地との間で船団護衛に従事した。
10月4日、「竹」はミリ行きのマミ11船団を護衛してマニラを出港したが、翌10月5日にミンドロ海峡でアメリカ潜水艦「コッド (USS Cod, SS-224) 」の雷撃により「辰城丸」（辰馬汽船、6,886トン）を失った。10月14日、ミリに到着して、マニラに帰投後、10月20日深夜23時40分には高雄行きのマタ30船団の護衛でマニラを出港した。この船団部隊は指揮官が座乗する駆逐艦「春風」の名前を取って別名「春風船団」と呼称されていた。
10月23日夕方、マタ30船団はルソン島ボヘヤドール岬北西沖で元特設水上機母艦「君川丸」（川崎汽船、6,863トン）がアメリカ潜水艦「ソーフィッシュ (USS Sawfish, SS-276) 」の雷撃で沈没したのを手始めに、船団加入船12隻のうち9隻が潜水艦の波状攻撃により沈没する惨敗を喫した。このうち「阿里山丸」には捕虜1500名が乗船していたが、米潜水艦に撃沈されてしまった。「竹」は残存船舶を誘導して損害を食い止め、また遭難者の救助に従事した。「春風」はアメリカ潜水艦「シャーク (USS Shark, SS-314) 」を撃沈して一矢報いた。「竹」水雷科の茂呂（水兵長）によれば、「春風」より輸送船（艦名不詳）曳航の命令があったが、曳航作業前に対象の輸送船を見失い、単艦で高雄へ向ったとしている。また高雄到着後もバシー海峡に出動し、遭難者約400 - 500名を救助してルソン島サンフェルナンドに送り届けたと回想している。

### 多号作戦

#### 第三次・第五次多号作戦
最前線にいた「竹」は10月18日夕刻発動の捷一号作戦と10月20日から始まったレイテ島地上戦に関わる事となり、三度にわたってレイテ島西岸オルモックへの陸軍兵力輸送作戦（多号作戦）に参加することとなった。作戦直前、艦長・田中少佐が病気で退艦し、マニラ海軍病院へ入院した。11月3日、飯村忠彦少佐が臨時艦長に任命される。飯村は、レイテ島輸送作戦で沈没した軽巡洋艦「鬼怒」の航海長であった。一方、田中少佐は呉鎮守府付となる。日本海軍は、宇那木勁少佐を「竹」艦長に任命した。宇那木は軽巡「五十鈴」や松型3番艦「梅」を乗り継いで内地からマニラへ移動しており、実際の着任は遅れた。このため「竹」は飯村少佐の指揮下で多号作戦に従事する。
新艦長を迎えた翌日以降、米軍機動部隊艦上機のマニラ湾空襲により第二遊撃部隊（第五艦隊）旗艦の重巡「那智」が沈没した。
11月9日午前3時、「竹」は第三次多号作戦部隊に加わってマニラを出撃する。第三次多号作戦部隊の指揮官は、第二水雷戦隊司令官早川幹夫少将であった。駆逐艦4隻（島風、初春、浜波、竹 ）、「第46号駆潜艇」および「第30号掃海艇」と共に輸送船5隻を護衛してマニラを出港した。
翌11月10日午前10時、南西方面艦隊司令長官は「初春」と「竹」の所属部隊を入れ替えるよう下令した。同日午後、レイテ島からマニラへ帰投中の第四次多号作戦部隊から駆逐艦3隻（長波、朝霜、若月）を分離、第三次多号作戦部隊の駆逐艦2隻（竹、初春）と入れ替えることになった。 
11月11日午前5時ごろ、「初春」と「竹」は第四次多号作戦部隊と合同した。7隻（霞、潮、秋霜、初春、竹、沖縄、金華丸）は18時30分、「せれべす丸」や輸送艦救援に従事した2隻（占守、第13号）は同日深夜、それぞれマニラに帰投した。なお「竹」と「初春」が当初参加していた第三次輸送船団は、オルモック湾での対空戦闘で駆逐艦「朝霜」を残して壊滅した。
11月12日、マニラに到着していた隼鷹輸送隊は、同行していた軽巡洋艦「木曾」を分離する。かわりに駆逐艦「時雨」を編入し、内地へ帰投する。「木曾」と駆逐艦「霜月」は多号作戦部隊第一警戒部隊に編入された。
11月13日、マニラ湾は再び空襲をうける。水雷戦隊だけでも5隻（木曾、曙、沖波、秋霜、初春）が沈没もしくは大破着底状態となる。「竹」乗組員達は「マニラに帰投して大空襲に出くわした。『島風』と一緒にレイテに行けば良かった。本艦は運が悪い」と自嘲したが、第三次多号船団部隊が「朝霜」を除いて全滅した事を知り、逆に「強運の艦だ」という印象が広まった。
マニラ大空襲をうけて、第五艦隊司令長官・志摩中将は残存艦艇の退避を南西方面艦隊（司令長官大川内傳七中将）に進言した。
11月13日深夜、第一水雷戦隊司令官が指揮する残存艦艇（霞、初霜、朝霜、潮、竹 ）はマニラを脱出した。「竹」はマニラからブルネイに移動する第一水雷戦隊（司令官木村昌福少将・海兵41期、旗艦「霞」）および「潮」と共に南沙諸島長島に向かい、同地で南方に進出途上の第四航空戦隊（日向、伊勢）や護衛艦（霜月、梅、桐）などと会合、燃料を補給してもらう。同地で臨時艦長の飯村少佐が退艦し、宇那木少佐が便乗中の戦艦「日向」から「竹」に移乗し、着任する。
宇那木艦長を迎えた「竹」は、リンガ泊地へむかう第五艦隊とわかれた。コレヒドール島沖合でアメリカ潜水艦「ヘイク (USS Hake, SS-256) 」の雷撃で損傷した第三十一戦隊旗艦の軽巡「五十鈴」と途中ですれ違いつつ、マニラに引き返した
11月20日付で第一水雷戦隊は解隊され、一水戦司令官・木村少将は第二水雷戦隊司令官に補職される。同日付で第三十一戦隊は第五艦隊に編入された。11月21日、マニラの日本陸海軍は、レイテ島への輸送に第三十一戦隊と高速輸送艦を活用することで一致した。
11月24日、「竹」は第一輸送戦隊（司令官曾爾章少将）の指揮下に入り、第五次多号作戦に参加する。第一梯団と第二梯団（竹、第6号輸送艦、第9号輸送艦、第10号輸送艦）としてマニラを出撃した。
ところが先発した第一梯団はマスバテ島南東部カタイガンに避泊中で空襲をうけ、全滅した。
翌11月25日昼、「米機動部隊が接近中」との情報で輸送部隊はタヤバス湾に浮かぶマリンドケ島北西部のバラナカン湾に避泊した。
間もなく空襲を受けて「第6号輸送艦」と「第10号輸送艦」が沈没する。「第9号輸送艦」も損傷（航海長・袴田徳男大尉戦死、砲術長負傷、荷役装置故障）。「竹」も至近弾と機銃掃射で損傷し戦死者15名・負傷者60名余を出した他、ジャイロコンパスが吹き飛ばされて使用不能となった。レイテ島オルモック湾への突入を命じられていたため「竹」幹部は協議をおこなう。先任将校（志賀）は任務遂行を進言、高井義助航海長は「方位磁針を駆使してオルモック湾に向かう覚悟がある」と具申した。機関長は燃料流出を懸念したが「命令なら突入する」と進言、砲術長は反対した。しかし、「第9号輸送艦」（艦長赤木毅予備少佐）より「砲術長戦死、航海長負傷、大発動艇卸用ワイヤ切断」との報告を受け、再挙を期してマニラに引き返すことにした。沈没艦の生存者を収容し、11月26日マニラに帰投した。こうして第五次多号作戦は失敗した。

宇那木艦長は南西方面艦隊司令部（参謀長有馬馨少将、先任参謀高間正義大佐）に出頭して詫びを入れた。「竹」は昼夜兼行で応急修理を行って次期作戦に備えたが、ジャイロコンパスは復旧されずじまいだった。

#### 第七次多号作戦・クーパー撃沈
第六次多号作戦が予想以上の成功をおさめたので、日本軍は第七次多号作戦を実施した。
第七次多号作戦部隊は、第一梯団、第二梯団、第三梯団と第四梯団にわかれていた。「竹」は第七次多号作戦において駆逐艦「桑」（駆逐艦長山下正倫中佐）の指揮下に入った。
12月1日午後6時、駆逐艦2隻（桑、竹）、「第9号輸送艦」「第140号輸送艦」「第159号輸送艦」という第三梯団/第四梯団でマニラを出撃した。「竹」には方面軍作戦参謀田中光祐少佐他数名の陸軍将校が乗艦していたという。マニラ湾口で船団部隊は陸軍潜水艦（マルゆ）と遭遇した。
12月2日昼間、敵小数機に触接されたが、空襲はなかった。航行中、酸素魚雷点検および訓練時の事故により魚雷1本を投棄、「竹」の残魚雷は3本となった。この頃になると、アメリカ軍は妨害のためにレイテ島から魚雷艇隊をはるばるオルモック方面に派遣するようになっており、11月28日夜半のオルモック襲撃に成功するなど戦果を挙げていた。第7艦隊司令官トーマス・C・キンケイド中将は、続いてオルモック方面に駆逐艦と掃海艇を派遣することとし、これも過去二度の作戦で日本軍潜水艦と小型貨物船を破壊する戦果を挙げていた。そして、三度目の作戦 として駆逐艦「アレン・M・サムナー (USS Allen M. Sumner, DD-692) 」「モール (USS Moale, DD-693) 」そして「クーパー (USS Cooper, DD-695) 」がオルモック湾に差し向けられる事となった。「アレン・M・サムナー」「モール」および「クーパー」の第120駆逐群（ジョン・C・ザーム大佐）は18時30分にレイテ湾を出撃し、オルモック湾に急行した。出撃して間もなく、セブから飛来してきた戦闘八〇四飛行隊の月光や第一四一航空隊の瑞雲（水上爆撃機）に付きまとわれ、爆撃と機銃掃射により「モール」は2名の戦死者と22名の負傷者を出した。また、「アレン・M・サムナー」および「モール」の船体にも若干の損傷が生じた。

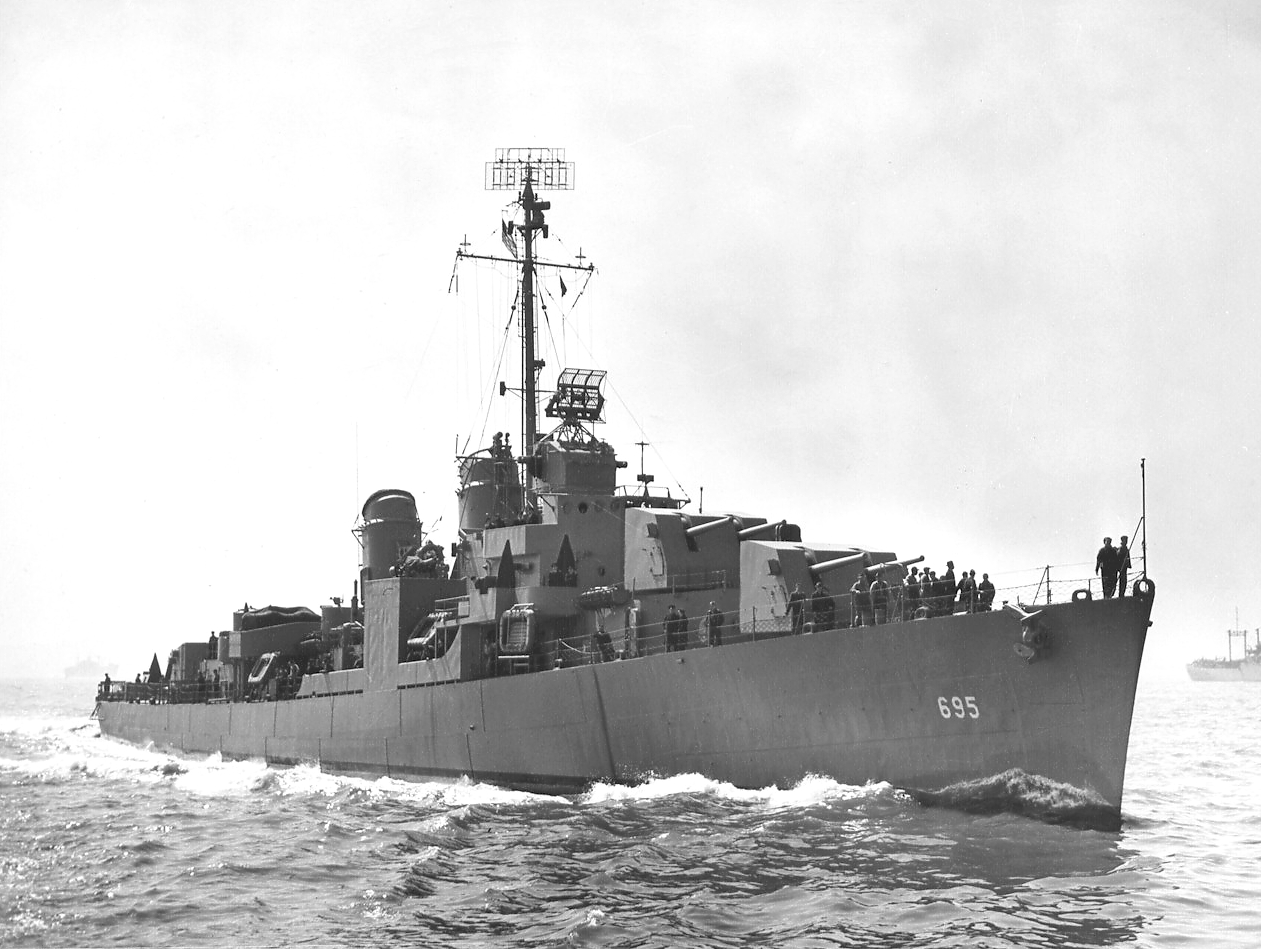
駆逐艦「クーパー」

同日夜、船団はオルモック湾に到着して揚陸を開始した。大発動艇が輸送艦と陸上を往復して物資を揚陸させている頃、「竹」には第三次多号作戦で沈没した「島風」の上井宏艦長や機関長・上村嵐大尉、第二水雷戦隊の松原瀧三郎先任参謀などが収容されていた。その後、「竹」は南西方向の、「桑」は南方の哨戒を開始した。「桑」が担当していた南方の海上では第120駆逐群がオルモック湾に入りつつあり、ザーム大佐は日本側の雷撃を警戒して、艦を横に広がらせた横陣の隊形で湾内に入っていった。オルモック湾に入った第120駆逐群は11,000メートル先の目標を狙い、まず「クーパー」が砲撃を開始した。この時までに「桑」も第120駆逐群を発見し、発光信号で敵艦発見を「竹」に知らせた。「桑」側は敵戦力を軽巡洋艦3隻と判断、照射砲撃と魚雷戦を開始した。
12月3日午前0時30分頃より交戦がはじまる。最初の交戦はおよそ9分で決着がつき、主砲弾多数を被弾した「桑」は沈没した。第120駆逐群は次の目標を「竹」と定め、「モール」「アレン・M・サムナー」「クーパー」の順番で砲撃を開始した。「竹」は12.7センチ高角砲、25ミリ機銃、酸素魚雷で「敵巡洋艦」に反撃を行った。オルモック湾内を24ノットで航行・機動するため、座礁を懸念しながら戦闘をおこなった。
最初の雷撃態勢は、宇那木艦長が砲撃による閃光で目がくらみ、また電気機器の故障により発射の機会を逃した。二度目の機会を得て魚雷2本を発射する。四番連管は起動弁の故障で発射できなかった。「竹」の水雷長・志賀博大尉が双眼鏡で第120駆逐群を観測していたが、やがて視界内の左端にいた駆逐艦が大きな火柱を吹き上げるのを目撃した。魚雷は「クーパー」の右舷に命中し、船体をV字に折られた「クーパー」は1分以内に沈没した。この後、「竹」は修理が終わった四番連管から魚雷1本を単独発射したが、こちらは命中しなかった。
一方、「モール」は「竹」の前部機械室に命中弾を与えた（負傷者1名）。不発だったが浸水のため右舷1軸運転となり、「竹」は最大で左舷に30度も傾いた。しかし、「竹」も「モール」に高角砲弾を複数発命中させた。クーパー轟沈を「潜水艦からの雷撃」と錯覚していた米駆逐艦2隻（モール、サムナー）は戦場から避退した。
これ以上の戦闘は行われなかった。
やがて「第9号輸送艦」から揚陸完了の報告を受け、ボイラーに使用する真水の在庫が底を突こうとしていた「竹」は30度傾いた状態のまま、「第9号輸送艦」から真水の供給を受けた。同時に二水戦参謀が「第9号輸送艦」に移乗した。
夜明けまで残り2時間となった時、「第140号輸送艦」および「第159号輸送艦」からも揚陸完了の報告を受けた「竹」は、「第140号輸送艦」および「第159号輸送艦」を先発させる。宇那木艦長はオルモックの陸上部隊に「桑」の生存者救助を要請した。
「竹」は同日3時に「第9号輸送艦」を率いてオルモック湾を出発。「桑」の生存者救助は、「竹」が中破して片舷航行の上、サーチライトを使わずに作業する事の難しさや、日が昇ってからの空襲を避けることを考慮して断念された。海面の桑生存者は通り過ぎる「竹」に救助を要請したが、「竹」側は「大発動艇がくるから頑張れ」と返答して過ぎ去った。すると最後尾の輸送艦が反転し、「桑」生存者8名を収容した。また生存者の一部はカッターボートで上陸、現地の海軍陸戦隊に合流した。
途中で傾斜を回復させた「竹」は12月4日午後、マニラに帰投した。マニラでは松型姉妹艦3隻（梅、桃、杉）が第八次多号作戦の出撃準備をおこなっており、「杉」では満身創痍の「竹」をみて作戦の困難さを悟ったという。マニラ港では、曾爾少将（輸送戦隊司令官）が桟橋まで出迎え、宇那木艦長と握手を交わした。続いて宇那木艦長は南西方面艦隊司令長官・大川内中将から賞詞を受け、さらに差し向かいで夕食を馳走になった。宇那木艦長は後に、「クーパー」撃沈の戦いを「オルモック夜戦」と呼ぶ事を提唱した。また、宇那木艦長が、収容した便乗者の中に「島風」や第二水雷戦隊の関係者の名前があることを知ったのは、1968年（昭和43年）のことだった。なお、「クーパー」撃沈は日本駆逐艦が雷撃によって敵艦を撃沈した最後となった。
「竹」は12月5日から14日まで応急修理を行ったが、機関が修復できなかったために船速が上がらず、このことから作戦への再投入を免れて佐世保での回航修理が命ぜられた。

### 終戦まで
12月14日以降、米軍機動部隊はルソン島各地に空襲をおこなった

本格的な修理を受けるため「竹」も12月15日にマニラを出港する。この時猛烈な台風（コブラ台風）に遭遇した。
12月18日に高雄に寄港し、次いで12月21日に基隆に寄港する。同日夜、「竹」は同地からの「辰春丸」（辰馬汽船、6,344トン）他2隻の輸送船団（タモ船団）を護衛して基隆を出港した。中国大陸沿岸部や朝鮮半島南岸部の島々の間を縫って北上し、1945年（昭和20年）1月1日に門司港外に到着した。
翌1月2日、「竹」は呉海軍工廠に移動する。当初の予定では1月末から2月初頭、次いで2月16日に修理完了となって10日程度で出撃準備が整う事になっていたが、予定は延びて3月15日まで修理を行った。
「竹」が修理中の1月中旬、第三十一戦隊司令部（司令官鶴岡信道少将）はマニラから台湾の高雄に移転していた。
2月5日付で第五艦隊が解隊されて第十方面艦隊が新編され、第一輸送戦隊と第三十一戦隊は連合艦隊付属となった。第43駆逐隊司令も菅間良吉大佐から吉田正義大佐を経て作間英邇大佐に交代していた。第三十一戦隊司令部も内地にもどった。
3月15日、第三十一戦隊は第二艦隊に編入された。その間、「竹」は2月28日から3月18日まで臨時に第三十一戦隊の旗艦を務めた。これ以降、第三十一戦隊旗艦は駆逐艦「花月」となった。
3月19日の呉軍港空襲で、「竹」は10名余の負傷者を出した。4月16日から26日にかけての修理工事では、三式探信儀などが装備された。
4月20日、第二艦隊と第二水雷戦隊が解隊され、第三十一戦隊は連合艦隊付属にもどった。
4月29日から「楓」とともに回天との訓練に参加した後、「竹」は後甲板に回天の発射台を設置する工事を行った。5月上旬、B-29の水平爆撃を受ける。
5月20日、連合艦隊は第三十一戦隊と軽巡洋艦「北上」（回天母艦）を基幹として海上挺進部隊を新編、第43駆逐隊も同部隊に所属した。戦況悪化によって温存策が取られる事となり、「竹」は第43駆逐隊各艦（榧、槇）等とともに屋代島日見海岸に偽装係留し、最後の出撃の時まで待機することとなった。屋代島柳井側には僚艦（花月、桐、蔦）も艤装繋留されていた。樹木と網で偽装した3隻（竹、槇、榧）はついに攻撃される事なく、8月15日の終戦時には航行可能な状態で残存した。「竹」は僚艦とともに呉に回航されてアメリカ海軍に接収された後、10月25日に除籍された。

### 戦後
戦後の「竹」は1945年（昭和20年）12月1日、横須賀地方復員局所管の特別輸送艦に定められ、行動可能な他の艦船と同様復員輸送に従事し、第1回から第4回の輸送ではポンペイ島（ポナペ島）- 浦賀間を二度往復し、次いでパラオ - 浦賀間を一往復、サイパン島から同島在住の沖縄県民を沖縄本島まで輸送した。第5回輸送からは上海および葫芦島と日本の間を往復し、中国大陸および旧満州国方面からの復員輸送に従事した。葫芦島からの輸送の際、艦内にコレラ患者が出て病死する引揚者が出たため、防疫のため1ヵ月間隔離された事もあった。1946年に復員輸送を終え同年7月26日に特別保管艦に指定 され、横須賀地方復員局特別保管艦艇第三保管群に属して横須賀に繋留 された。1947年（昭和22年）7月16日には特別輸送艦の定めを解かれ、イギリスに賠償艦として引き渡され解体された。

## 歴代艦長
艤装員長
1. 田中弘國 少佐：1944年4月15日[33] - 1944年6月16日[45]

駆逐艦長/艦長
1. 田中弘國 少佐：1944年6月16日[45] - 1944年11月1日[115]（マニラ海軍病院入院）
2. （臨時）飯村忠彦 少佐：1944年11月3日（着任4日）[113] - 1944年11月14日（11月15日付で鬼怒航海長免職）[171]
3. 宇那木勁 少佐/第二復員官：1944年11月1日任命[115] - 艦長 1945年12月20日[注釈 36] - 退任年月日不明[注釈 37]
4. 伊東謹之助[327] 復員事務官：就任年月日不明[注釈 37] - 1946年10月30日[328]
5. 市來崎秀丸 復員事務官：1946年10月30日[328] - 1947年2月20日[329]
6. 南部伸清 復員事務官：1947年2月20日[329] - 1947年3月10日[330]
7. 福島榮吉 復員事務官：1947年3月10日[330] - 1947年7月16日[注釈 38]